# تيتانيوم
التيتانيوم عنصرٌ كيميائي رمزه Ti وعدده الذرّي 22، وهو ينتمي إلى عناصر المستوى الفرعي d ويقع على رأس عناصر المجموعة الرابعة في الجدول الدوري؛ وهو من الفلزّات الانتقالية. التيتانيوم فلزٌّ ذو لون فضّي لامع، وهو خفيف ومتين ومقاوم للتآكل حتّى في الظروف القاسية، مثلما هو الحال في ماء البحر والماء الملكي والكلور على سبيل المثال.
اكتشف وليام غريغور هذا العنصر في موقع في مقاطعة كورنوال البريطانية، وأطلق مارتن كلابروت عليه اسم «تيتانيوم»، نسبةً إلى تيتان، وهو عرق من أعراق الآلهة وفق الأساطير الإغريقية. يتوفّر التيتانيوم في عددٍ من المعادن، وخاصّةً الروتيل والإلمينيت، وهي معادن واسعة الانتشار في القشرة الأرضية وفي غلاف الأرض الصخري. يُستخرَج التيتانيوم من خاماته عن طريق عملية كرول وعملية هنتر. يوجد للتيتانيوم عددٌ من المركّبات الكيميائية، وأشهرها هو ثنائي أكسيد التيتانيوم، والذي يستخدم بكثرة في تطبيقات مختلفة، مثل صناعة الخُضُب البيضاء.
يمكن للتيتانيوم أن يُسبَك مع عددٍ من الفلزّات الأخرى، مثل الحديد والألومنيوم والفاناديوم والموليبدنوم، على سبيل المثال. لسبائك التيتانيوم عددٌ كبير من التطبيقات المهمّة في مجالات مختلفة، مثل صناعة الطيران والفضاء وفي الصناعات الكيميائية والعسكرية وفي صناعة المركبات، وكذلك في المجال الطبّي، وخاصّةً في مجال الأطراف الاصطناعية وزراعة العظام.

## التاريخ

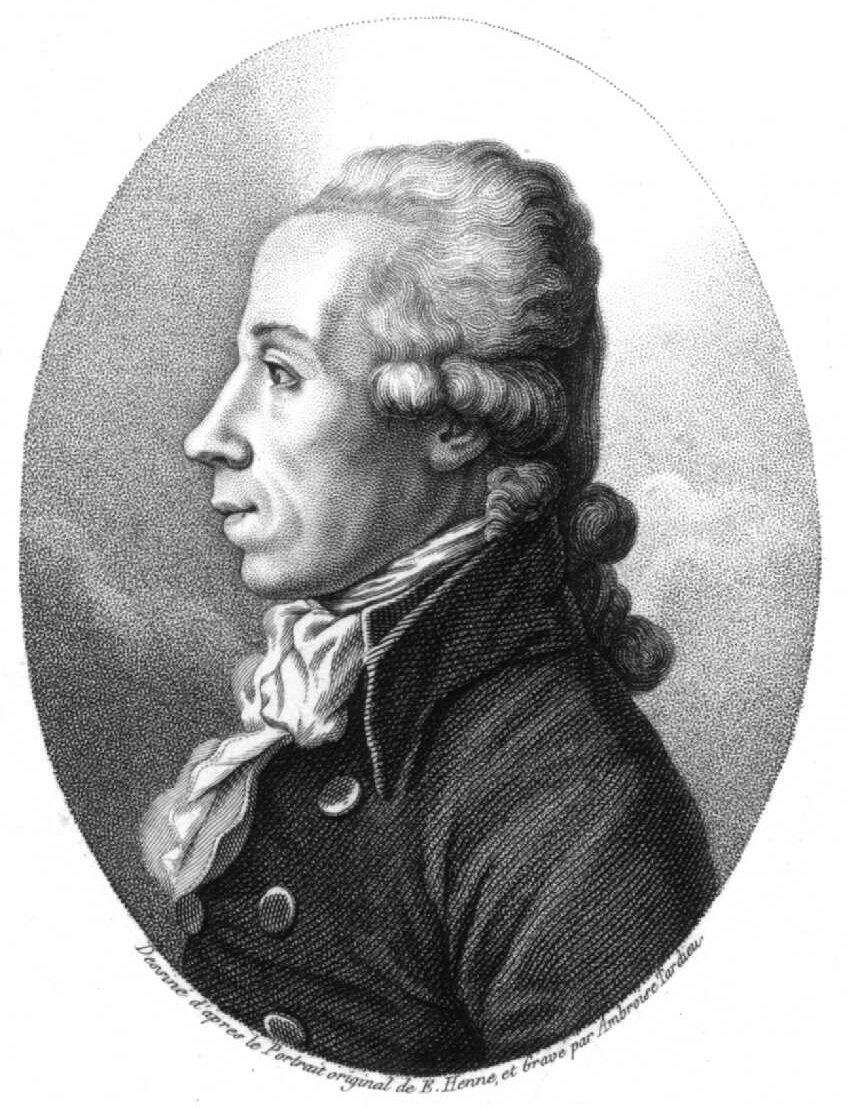
يعود الفضل بتسمية عنصر التيتانيوم إلى مارتن هاينرش كلابروت

يعود اكتشاف التيتانيوم إلى سنة 1791، حينما عثر رجل الدين والجيولوجي الهاوي وليام غريغور  على تضمين لهذا الفلزّ داخل عيّنة معدنية من مقاطعة كورنوال البريطانية. تمكّن غريغور من تمييز وجود عنصرٍ جديدٍ في معدن الإلمينيت، وذلك عندما وجد رماداً في العينة ولاحظ أنّه ينجذب إلى المغناطيس. بإجراء تحليلٍ إضافي تأكّد غريغور من وجود أكسيدَين لفلزّين، تمكّن من تمييز أحدهما وهو أكسيد الحديد، أمّا الأكسيد الأبيض الآخر فلم يستطع نسبته إلى فلزّ معروف في ذلك الوقت؛ لذلك شَرَع بمراسلة «الجمعية الملكية الجيولوجية في كورنوال»  بالإضافة إلى مجلّة علمية ألمانية متخصّصة في الكيمياء.
بعد ذلك، وفي فترة تاريخية مقاربة، استطاع فرانز يوزف مولر فون رايشنشتاين  الحصولَ على مادّة مشابهة للأكسيد، لكنّه لم يتمكّن من تحديد تركيبها. ثمّ في سنة 1795، وبشكلٍ مستقلٍّ، استطاع مارتن كلابروت  أن يحصل على الأكسيد في عينة روتيل مُستقدَمة من أوروبّا الوسطى، مؤكّداً بذلك اكتشاف العنصر الجديد، والذي أطلق عليه اسم «تيتانيوم»؛ نسبةً إلى تيتان، في إشارة إلى عمالقة الأساطير الإغريقية.
إنّ العمليات المعروفة حالياً لاستحصال التيتانيوم من خاماته المختلفة هي عمليات معقّدة ومكلفة؛ إذ ليس من الممكن اختزال الخامة الحاوية على التيتانيوم بالفحم، كما هو الحال في استخراج الحديد، لأنّ التيتانيوم يتفاعل مع الكربون ليعطي كربيد التيتانيوم. استُحصِلَ على فلزّ التيتانيوم النقي أوّل مرّة سنة 1910، وذلك عندما قام ماثيو هنتر  من معهد رينسيلار للعلوم التطبيقية بتسخين رباعي كلوريد التيتانيوم TiCl4 مع الصوديوم بين درجتي الحرارة 700–800 °س تحت الضغط، في عملية على دفعات تدعى باسم «عملية هنتر». لم يُستخدَم فلزّ التيتانيوم خارج المختبرات حتّى سنة 1932، عندما أنتج وليام كرول  هذا الفلز باختزال رباعي كلوريد التيتانيوم باستخدام الكالسيوم أوّلاً؛ ثمّ طوّر من عمليته بعد مضي ثمانِ سنوات مستخدماً مزيجاً من المغنيسيوم مع الصوديوم عاملاً للاختزال، فيما يعرف الآن باسم «عملية كرول»، ولا تزال هذه العملية مستخدمة من أجل الإنتاج التجاري من التيتانيوم. في جانبٍ آخر، تمكّن أنطون إدوارد فان أركل  ويان هندريك دي بوير  من إنتاج كمّيّاتٍ صغيرةٍ من التيتانيوم مرتفع النقاوة بأسلوب القضيب البلّوري في سنة 1925، وذلك بمفاعلة الفلزّ مع اليود، ثم بتفكيك البخار المتشكّل على وشيعة ساخنة، ممّا يؤدّي إلى الحصول على الفلزّ بنقاوةٍ مرتفعةٍ جدّاً.
كان الاتحاد السوفيتي رائداً في خمسينيّات وستينيّات القرن العشرين باستخدام التيتانيوم في التطبيقات العسكرية، وخاصّةً في مجال الغوّاصات النووية، مثل غوّاصات المشروع 705 ليرا  وغواصة كي-278 كومسوموليتس، وذلك في خضمّ التنافس العسكري مع الولايات المتّحدة الأمريكية أثناء الحرب الباردة. بالمقابل، صنّفت الولايات المتحدة التيتانيوم في تلك الفترة ضمن المواد ذات الأهمّيّة الاستراتيجية، وبقيت الإدارات الأمريكية محتفظةً بأكوام من رغوة التيتانيوم إلى أن وُزِّع في أوائل القرن الحادي والعشرين. كانت شركة فيسيمبو-أفيسما  الروسية أكبر منتجِ للتيتانيوم، بحصّة سوق تبلغ 29% من الإنتاج العالمي. وفق إحصاءات سنة 2015، كانت أكبر سبع دول رائدة في إنتاج رغوة التيتانيوم كلّ من الصين واليابان وروسيا وكازاخستان والولايات المتحدة وأوكرانيا والهند، على الترتيب.

## الوفرة الطبيعية
يأتي التيتانيوم في المرتبة التاسعة وفقاً للوفرة الطبيعية للعناصر الكيميائية في القشرة الأرضية، وذلك يوافق 0.63% بالنسبة للكتلة. من النادر العثور على التيتانيوم بشكله العنصري الحرّ في الطبيعة؛ وهو يوجد غالباً على شكل أكسيد في غلاف الأرض الصخري في معظم الصخور النارية والصخور الرسوبية؛ كما يوجد أيضاً في غلاف الأرض المائي في المسطّحات المائية الطبيعية. تتراوح نسبة التيتانيوم في التربة بين 0.5 إلى 1.5%. يبلغ تركيز التيتانيوم في مياه المحيطات حوالي 4 بيكومولار؛ أمّا عند درجة غليان الماء فيُقدَّر تركيز التيتانيوم بأقلّ من 10−7 مولار، عند قيمة pH تعادل 7. لم تُحدّد الأنواع الكيميائية للتيتانيوم في المحاليل المائية، وهي لا تزال غير معروفة، وذلك يعود إلى الانحلالية الضعيفة لتلك الأنواع. يوجد آثار من التيتانيوم في الأحجار النيزكية، كما كُشِفَ عن وجود هذا العنصر في الشمس وفي النجوم من النمط M، والتي تصل فيها درجة حرارة السطح إلى 3200 °س. حَوَت بعض عيّنات الصخور المُستجلَبة من القمر خلال بعثة أبولو 17 على حوالي 12.1% من ثنائي أكسيد التيتانيوم TiO2. من المعادن النمطية الحاوية على التيتانيوم كلّ من الأناتاز والبروكيت والإلمينيت والبيروفسكيت والروتيل والتيتانيت.

## الاستخراج والإنتاج
| البلد        | الكمّيّة مقدّرة بآلاف الأطنان | (%) من الإجمالي |
| ------------ | -------------------------- | --------------- |
| أستراليا     | 1,300                      | 19.4            |
| جنوب أفريقيا | 1,160                      | 17.3            |
| كندا         | 700                        | 10.4            |
| الهند        | 574                        | 8.6             |
| موزمبيق      | 516                        | 7.7             |
| الصين        | 500                        | 7.5             |
| فيتنام       | 490                        | 7.3             |
| أوكرانيا     | 357                        | 5.3             |

من بين معادن التيتانيوم المعروفة يمتلك الروتيل والإلمينيت أهميةً اقتصادية من أجل استخراج التيتانيوم، رغم أنّه من الصعب العثور على توضّعات مرتفعة التركيز منهما. استُخرجَ حوالي 6 و0.7 مليون طن، على الترتيب، من هذَين المعدَنَين المذكورَين من المناجم في العالم سنة 2011. توجد توضّعات رسوبية كبيرة من الإلمينيت الحاوي على التيتانيوم في غربي أستراليا وفي كندا والصين والهند وموزمبيق ونيوزيلندا والنرويج وسيراليون وجنوب أفريقيا وأوكرانيا.
أُنتِج في سنة 2011 قرابة 186 ألف طن من رغوة التيتانيوم، وتصدّرت حينها الصينُ الدولَ المنتجة بحوالي 60 ألف طن، تلتها روسيا (40 ألف طن)، ثم الولايات المتّحدة (32 ألف طن)، ثمّ كازاخستان (قرابة 21 ألف طن). قُدِّرَت الاحتياطات الإجمالية من التيتانيوم بحوالي 600 مليون طن. تمرّ عملية إنتاج التيتانيوم بأربع خطوات رئيسية؛ وهي اختزال خامة التيتانيوم إلى رغوة معدنية، ثمّ صهرها بوجود سبيكة أمّ  لتشكيل صبّة، ثمّ المعالجة الميكيانيكية الأوّلية بالتحويل إلى كتل خام على أشكال مختلفة، ثمّ بالمعالجة الثانوية على شكل منتجات جاهزة.
لا يمكن الحصول صناعياً على التيتانيوم من اختزال الأكسيد الموافق TiO2، ولكن يُستَحصل من اختزال رباعي كلوريد التيتانيوم TiCl4 باستخدام فلزّ المغنيسيوم وفق عملية كرول. إلّا أنّها عملية معقّدة غير مستمرّة، وذلك يفسّر ارتفاع القيمة السوقية للتيتانيوم. وعلى الرغم من أنّ عملية كرول من حيث المبدأ أقلّ كلفة من عملية هنتر؛ إلّا أنّ الكلفة الإنتاجية لهذا الفلزّ على العموم مرتفعة، إذ إنّ سعر التيتانيوم أغلى بحوالي 35 مرّة من الفولاذ، وبحوالي 200 مرّة من الفولاذ الخام (بيانات سنة 2013)؛ وفي سنة 2008 كانت كلفة إنتاج طن واحد من رغوة التيتانيوم الإسفنجية حوالي 12 ألف يورو.

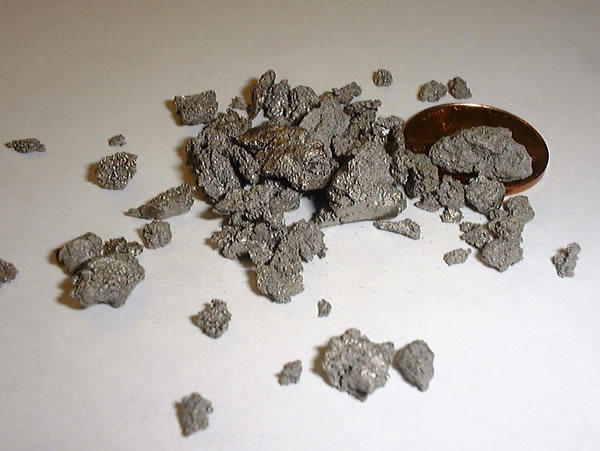
رغوة معدنية من التيتانيوم بنقاوة 99.7%، والمستحصَلة من عملية كرول.

للحصول على TiCl4 اللازم لعملية كرول يخضع الأكسيد TiO2 إلى اختزال كربوحراري بوجود غاز الكلور. في هذه العملية يُمرَّر غاز الكلور فوق مزيجِ مسخّن لدرجة الاحمرار من الروتيل أو الإلمينيت بوجود الكربون (الفحم)؛ وبعد عمليّات تنقية مكثّفة ومتعدّدة بأسلوب التقطير بالتجزئة، يُختَزل رباعي كلوريد التيتانيوم TiCl4 الناتج بمصهور المغنيسيوم عند الدرجة 800 °س في وسطٍ من غاز الآرغون.
{\displaystyle {\ce {FeTiO3 + C -> Fe + TiO2 + CO}}}
{\displaystyle {\ce {TiO2 + 2C + 2Cl2 -> TiCl4 + 2CO}}}
{\displaystyle {\ce {TiCl4 + 2Mg -> Ti + 2MgCl2}}}
يمكن في الخطوة الأخيرة أن يُستخدَم الصوديوم مختزِلاً وفق عملية هنتر:
{\displaystyle {\ce {TiCl4 + 4Na -> Ti + 4NaCl}}}
يمكن إجراء عملية تنقية لاحقة بأسلوب القضيب البلوري (أو عملية فان أركل-دي بوير)، ، والتي تتضمّن تفاعل نقل كيميائي بالتفكّك الحراري لمركّب رباعي يوديد التيتانيوم TiI4. طُوّرت طرق جديدة لاستحصال التيتانيوم، وذلك اعتماداً على الاختزال الكيميائي الكهربائي لثنائي أكسيد التيتانيوم في مصهور كلوريد الكالسيوم، وبذلك يمكن الحصول على فلزّ التيتانيوم إمّا على شكل مسحوق أو رغوة معدنية إسفنجية. يمكن الحصول على مسحوق التيتانيوم بعملية إنتاج شامل تدعى باسم عملية أرمسترونغ، وهي مشابهة للإنتاج وفق عملية هنتر، إذ يضاف تيّار من بخار رباعي كلوريد التيتانيوم إلى تيّار من مصهور فلزّ الصوديوم، ثم يُنقّى التيتانيوم الناتج من المركّبات الثانوية المرافقة ويُغسَل ويُجفََف، كما يعاد تدوير الصوديوم والكلور لمعالجات لاحقة. أعلنت شركة التصنيع الوطنية السعودية (تصنيع) أنّ مشروعاً جديداً لإنتاج مادة التيتانيوم الإسفنجي يضم الشركة المنتجة للبتروكيماويات سيبدأ عملياته التجارية في النصف الثاني من 2017.

### السبائك
من السبائك المعروفة للتيتانيوم كلّ من Ti-6Al-4V مع الألومنيوم والفاناديوم؛ وسبيكة نيتينول مع النيكل. يمكن الحصول على سبائك التيتانيوم المختلفة بأسلوب مباشر أثناء عملية الاختزال لإنتاج التيتانيوم؛ فعلى سبيل المثال، يُستحصَل على السبيكة مع النحاس  بإضافة النحاس عند اختزال الروتيل، وعلى السبيكة مع المغنيسيوم  بإضافة المغنيسيوم أو أكسيده إلى الروتيل أثناء الاختزال؛ أو السبيكة مع الحديد  باختزال الإلمينيت FeTiO3 بفحم الكوك في فرن كهربائي.

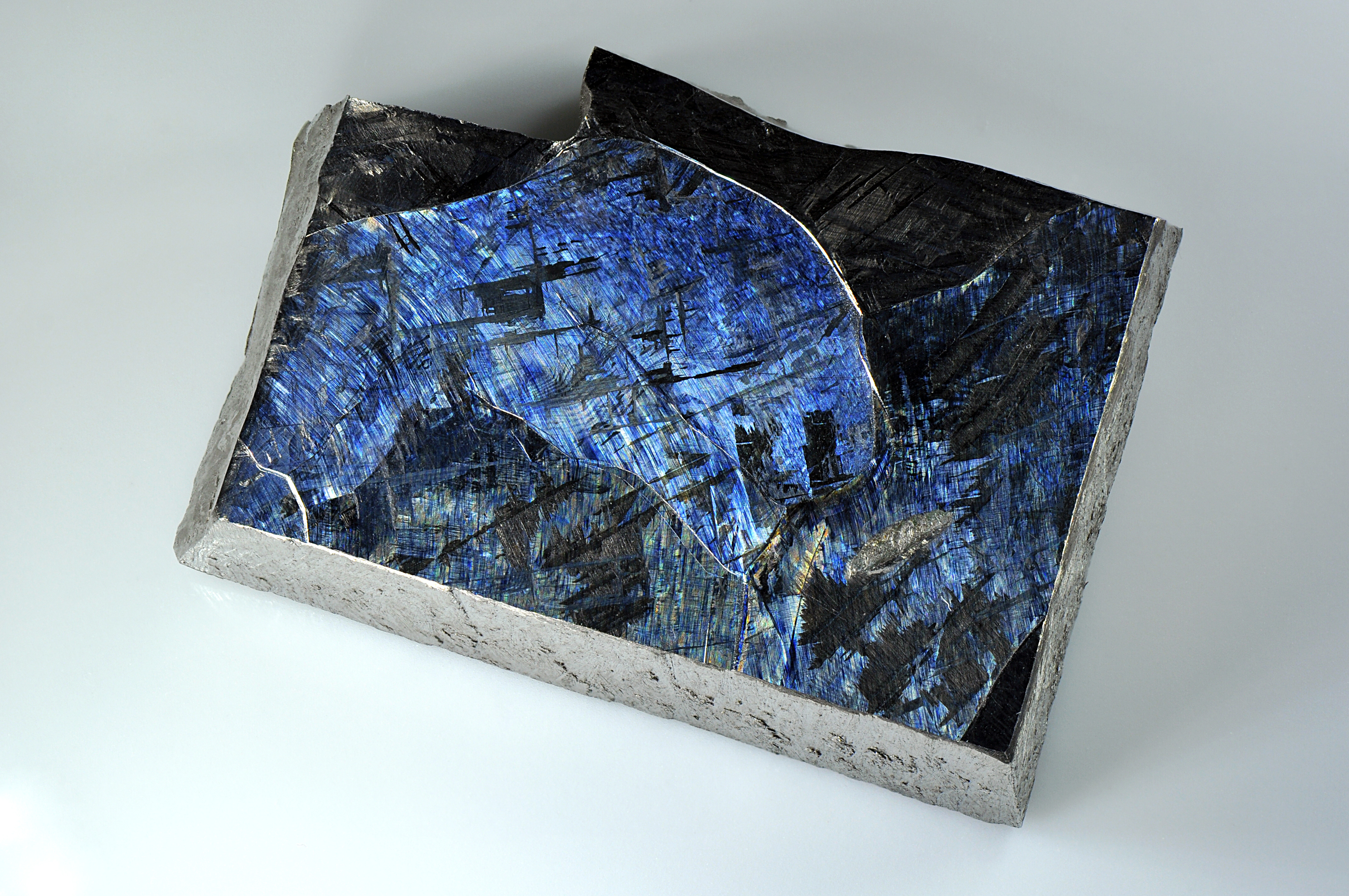
عيّنة تيتانيوم مرتفع النقاوة، وتبدو الحُبَيبات البلّورية على سطحها.

على الرغم من وجود قرابة خمسين درجة من سبائك التيتانيوم المُطوّرة، إلّا أنّ بضعة دزّينات منها قيد الاستخدام التجاري؛ أمّا الجمعية الأمريكية لاختبار المواد  فقد حدّدت 39 درجة من سبائك التيتانيوم، ومنها أربعة درجات للتيتانيوم غير المسبوك، وتلك الدرجات الأربع تتفاوت فيما بينها بقيم مقاومة الشد بشكل متعلّق بمحتوى الأكسجين فيها، بحيث أنّ الدرجة الأولى تكون الأكثر قابليةً للسحب والطرق (أقلّ مقاومة شدّ بمحتوى أكسجيني 0.18%)، والدرجة الرابعة هي الأقلّ قابليةً للسحب والطرق (أكبر مقاومة شدّ بمحتوى أكسجيني 0.40%). أمّا الدرجات المتبقّية فهي سبائك تتمايز فيما بينها بخواصّها النوعية مثل المطيلية والمتانة والصلادة والمقاومة الكهربائية ومقاومة الزحف والمقاومة النوعية للتآكل. بالإضافة إلى ذلك، توجد مواصفات إنتاج خاصّة لسبائك التيتانيوم حسب نوع التطبيق، مثل السبائك المخصّصة للتطبيقات العسكرية أو الصناعية أو الطبّية.

### التصنيع
في تصنيع التيتانيوم يمكن أن تُستعمَل الآلات والعمليات ذاتها المستخدَمة في تصنيع الفولاذ المقاوم للصدأ. يمكن الحصول على أشكال تجارية جاهزة من صفائح التيتانيوم النقي، ولكن ينبغي إجراء معالجة خاصّة، وذلك بسبب قابلية الانثناء، وخاصّةً لأنواع محدّدة من السبائك مرتفعة المتانة. يجب أن تجرى كافة أنواع اللحام للتيتانيوم تحت جوٍّ من غاز خامل من الآرغون أو الهيليوم ليحجُبَه عن غازات الهواء الجوّي (الأكسجين والنتروجين). لا يمكن إجراء لحام بالقصدير للتيتانيوم قبل طليه بفلزّ قابل للحام من هذا النوع.

### إعادة التدوير
من الممكن إعادة تدوير خردة التيتانيوم ذات درجة النقاوة المنخفضة، والمُلوَّثة إمّا بالأكسجين أو الحديد، وذلك في إنتاج سبيكة فرّوتيتانيوم  المستخدمة في صناعة الفولاذ. في حال ازدياد الطلب العالمي على هذا الفلز بشكل مفاجئ، سيكون من الضروري تطوير وسائل فعالة واقتصادية لإزالة الأكسجين والحديد من الخردة من أجل إعادة تدوير التيتانيوم، وذلك بغرض تأمين احتياجات السوق التطبيقية من هذا الفلز.

## النظائر
للتيتانيوم ستّة وعشرون نظيراً تتراوح أعدادها الكتلة بين 39 و 64، من بينها خمسة نظائر مستقرّة وهي تيتانيوم-46 46Ti وتيتانيوم-47 47Ti وتيتانيوم-48 48Ti وتيتانيوم-49 49Ti وتيتانيوم-50 50Ti. إنّ أكثر نظائر التيتانيوم وفرةً طبيعية هو النظير تيتانيوم-48 48Ti والذي يشكّل 73.8% من إجمالي نظائر التيتانيوم. هناك 21 نظيراً مشعّاً للتيتانيوم أكثرها استقراراً هو النظير تيتانيوم-44 44Ti الذي له عمر نصف 63 سنة، والنظير تيتانيوم-45 45Ti بعمر نصف مقداره 184.8 دقيقة، والنظير تيتانيوم-51 51Ti بعمر نصف مقداره 5.76 دقيقة، والنظير تيتانيوم-52 52Ti بعمر نصف مقداره 1.7 دقيقة. لباقي النظائر المشعّة عمر نصف أقلّ من 33 ثانية، ومعظمها أقلّ من نصف ثانية. وأقلّها استقراراً هو النظير تيتانيوم-61 61Ti الذي يزيد عمر نصفه قليلاً عن 300 نانوثانية. إنّ نمط الاضمحلال الأساسي لنظائر التيتانيوم المشعّة التي لها عدد كتلة أصغر من النظير المستقرّ تيتانيوم-48 48Ti هو اضمحلال بيتا من النمط الموجب β+ متحوّلةً بذلك إلى نظائر السكانديوم الموافقة. بالمقابل؛ فإنّ للنظائر المشعّة التي لها عدد كتلة أكبر من 48 تتضمحلّ بشكلٍ أساسيٍّ على النمط السالب من اضمحلال بيتّا β- إلى نظائر الفاناديوم الموافقة.

## الخواص الفيزيائية

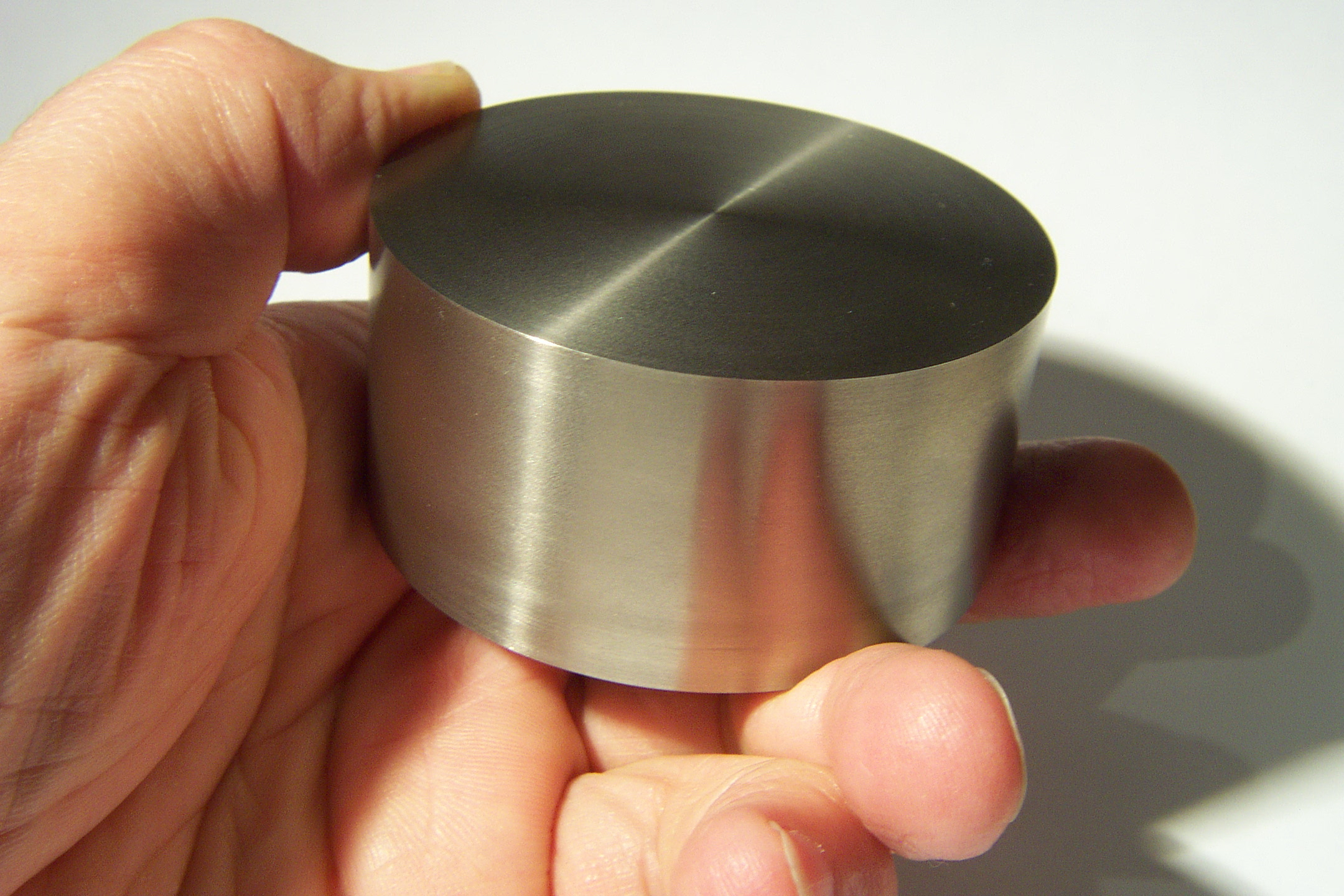
أسطوانة من التيتانيوم

في الظروف القياسية من الضغط ودرجة الحرارة يوجد التيتانيوم على شكل فلزٍّ أبيض فضّي لامع؛ وهو فلزّ متين ذو كثافة منخفضة، ويتميّز بقابليته للسحب والطرق. إنّ أكثر ما يميّز فلزّ التيتانيوم هو مقاومته للتآكل، إذ يتشكّل على سطحه طبقةٌ رقيقةٌ من الأكسيد، والتي تقوم بدور مُخَمِّل، وتقيه من تأثير العديد من المواد. كما يتميّز التيتانيوم بنسبة المتانة إلى الوزن، وهي الأعلى من بين جميع الفلزّات.
يوجد هناك شكلان متآصلان من التيتانيوم، الأوّل من النمط ألفا α ذو بنية سداسية، والتي تتغير إلى بنية بيتّا β المكعّبة مركزية الجسم عند درجة حرارة مقدارها 882 °س؛ إذ تزداد قيمة الحرارة النوعية للشكل ألفا بشكل مطّرد عندما يُسخَّن إلى درجة حرارة التحوّل تلك، ثم تنخفض وتبقى ثابتة نسبياً في الشكل بيتّا، بغضّ النظر عن درجة الحرارة. نظراً للارتفاع النسبي لنقطة انصهار لهذا الفلز (1668 °س)، فإنّ التيتانيوم يُصنَّف ضمن الفلزّات الحرارية. وهو فلزّ ذو مغناطيسية مسايرة، ولديه موصلية كهربائية وحرارية ضعيفة نسبياً مقارنةً بالفلزّات الأخرى. يصبح التيتانيوم ذا موصلية فائقة عندما يُبرَّد إلى درجات حرارة دون درجة الحرارة الحرجة (0.49 كلفن).

## الخواص الهندسية
تبلغ قيمة مقاومة الشد للتيتانيوم المتوفّر تجارياً بنقاوة 99.2% مقدار 434 ميغاباسكال (63 ألف رطل لكل بوصة مربعة psi)، وتلك قيم مساوية لقيم متانة بعض أنواع الفولاذ ولكنّه أقلّ كثافة. من جهةٍ أخرى، فإنّ التيتانيوم أكثف من الألومنيوم بحوالي 60%، ولكنّه أمتن بأكثر من مرّتين من بعض أنواع سبائك الألومنيوم شائعة الاستخدام. هناك أنواع محدّدة من سبائك التيتانيوم  تتميّز بأنّ لها مقاومة شدّ تفوق 1400 ميغاباسكال، ولكن من جهةٍ أخرى، فإنّ التيتانيوم يفقد متانته عند تسخينه إلى درجات حرارة تفوق 430 °س، إذ يتَقصّف عند درجات حرارة مرتفعة نتيجة الارتباط مع الأكسجين والنتروجين والهيدروجين. تتطلّب المعالجة الصناعية للتيتانيوم اتخاذ الاحتياطات اللازمة، لأنّ هذه المادة قد تهترئ بالاحتكاك،  إلّا إذا استُخدِمَت أدوات حادّة ووسائل تبريد ملائمة. كما هو الحال في البُنَى المصنوعة من الفولاذ فإنّ البُنَى المصنوعة من التيتانيوم ذات حدّ إجهاد مرتفع، ممّا يؤهلّها للاستخدام في بعض التطبيقات طويلة الأمد.

## الخواص الكيميائية

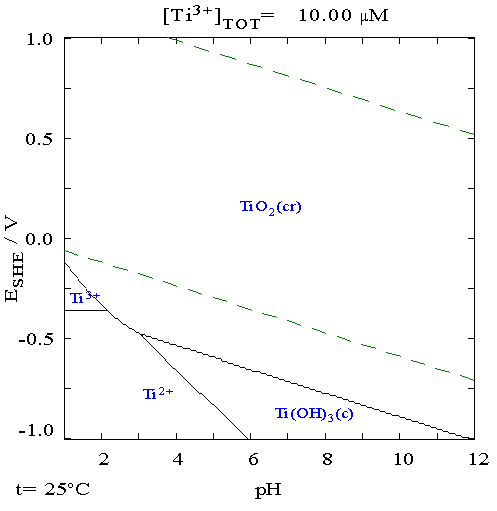
مخطط بوربيه للتيتانيوم في المحاليل المائية.

كما هو الحال مع الألومنيوم والمغنيسيوم فإنّ سطح فلزّ التيتانيوم وسبائِكُه يتأكسد تلقائياً إبّان التعرّض للهواء مشكّلاً بذلك طبقةً رقيقةً غير مسامية مُخَمِّلَة، وهي تقي معظم كتلة الفلز المتبقيّة من استمرار الأكسدة ومن التآكل. عندما تبدأ تلك الطبقة بالتشكّل فإنها تكون بسماكة حوالي 1-2 نانومتر، ولكنها تنمو بشكلٍ مستمرٍّ، ممّا يوفّر وقاية ممتازة ضد التآكل بشكلٍ مكافئٍ لِمَا لفلزّ البلاتين. لذلك، فإنّ التيتانيوم قادرٌ على مقاومة أثر حمض الكبريتيك وحمض الهيدروكلوريك المُمَدَّدَين، بالإضافة إلى مقاومة محاليل الكلوريد وأغلب الأحماض العضوية؛ إلّا أنّ التيتانيوم قد يتآكل بأثر الأحماض المعدنية المُرَكّزة. كما يُستقرَأ من قيمة جهد الأكسدة/الاختزال السالبة فإنّ التيتانيوم من الناحية الديناميكية الحرارية نشيط كيميائياً، بحيث أنّه يشتعل في الجوّ العادي عند درجات حرارة أقلّ من نقطة انصهاره. ولا يمكن صهر التيتانيوم إلّا في وسطٍ خاملٍ أو تحت الفراغ. عند درجات حرارة مرتفعة يتّحد التيتانيوم مع الأكسجين عند الدرجة 1200 °س في الهواء، وعند الدرجة 610 °س في الأكسجين النقي مشكّلاً ثنائي أكسيد التيتانيوم. ويعدّ التيتانيوم واحداً من بين عددٍ محدودٍ من العناصر القادرة على الاشتعال في وسط من النتروجين النقي، بحيث يتفاعل معه عند الدرجة 800 °س ليشكّل نتريد التيتانيوم، وذلك أمرٌ يزيد من قابلية التقصّف.
وعند حوالي 550 °س يتّحد هذا الفلزّ مع الكلور؛ كما يتفاعل أيضاً مع باقي الهالوجينات ويمتصّ الهيدروجين. يستفاد من التفاعلية المرتفعة للتيتانيوم مع الأكسجين والنتروجين والغازات الأخرى عند درجات حرارة مرتفعة في تصميم مضخّة تسامي التيتانيوم، حيث يكون التيتانيوم المُبَخَّر من على سطح وشيعة ساخنة قادراً على التقاط تلك الغازات وعزلها من الوسط، وتلك المضخّة قادرة على تأمين نظام فراغ فائق.

### المركبات الكيميائية
| أمثلة على مركّبات التيتانيوم بحالات أكسدة مختلفة | أمثلة على مركّبات التيتانيوم بحالات أكسدة مختلفة |
| ----------------------------------------------- | ----------------------------------------------- |
| +2                                              | TiO، TiCl2                                      |
| +3                                              | Ti2O3، TiCl3، TiF3، TiP                         |
| +4                                              | TiO2، TiS2، TiCl4، TiF4                         |

تهيمن حالة الأكسدة +4 على كيمياء التيتانيوم، على الرغم من وجود بعض المركّبات الكيميائية الشائعة التي يشكّلها هذا العنصر بحالة أكسدة +2 أو +3. يتبنّى التيتانيوم عادةً بنية جزيئية ثمانية السطوح في معقّداته، أمّا بالنسبة لمركّباته الكيميائية في حالة الأكسدة +4 فهي تكون ذات بنية جزيئية رباعية السطوح، وتكون الرابطة الكيميائية فيها ذات سمة تناسقية.

#### اللاعضوية
الأكاسيد
إنّ أكثر أكاسيد التيتانيوم شهرةً هو ثنائي أكسيد التيتانيوم (أكسيد التيتانيوم الرباعي) TiO2، والذي يوجد في الطبيعة على هيئة ثلاثة أشكال: وهي الأناتاز والبروكيت والروتيل. تتَّبعُ تلك المعادن بنىً بوليميرية تكون فيها ذرّة التيتانيوم محاطةً بست ربيطات من الأكسيد، والتي تكون بدورها مرتبطةً بمراكز تيتانيوم أخرى. يُستخدَم ثنائي أكسيد التيتانيوم بشكلٍ شائعٍ في تحضير الخضاب الأبيض، وفي التحفيز الضوئي. من الأكاسيد الأخرى بحالات أكسدة دنيا للتيتانيوم كلّ من أكسيد التيتانيوم الثلاثي Ti2O3 وأكسيد التيتانيوم الثنائي TiO.

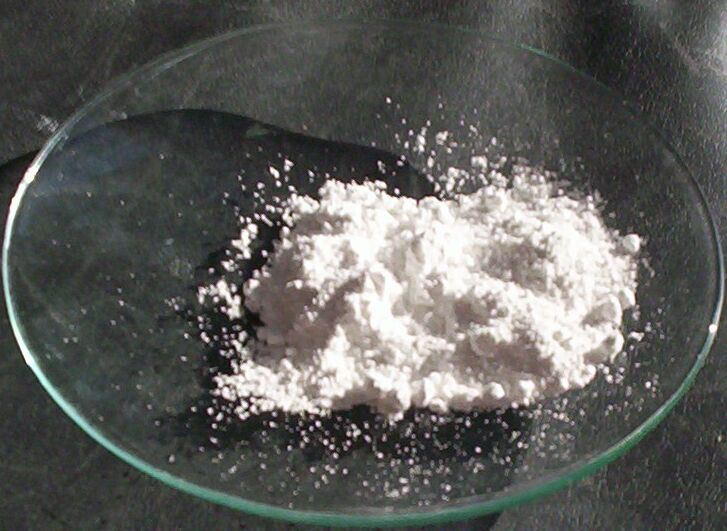
مسحوق من ثنائي أكسيد التيتانيوم.

يوجد عددٌ من تحت أكاسيد التيتانيوم المعروفة، والتي تُستحصَل من ثنائي أكسيد التيتانيوم عندما يُرَش حرارياً في البلازما تحت الضغط العادي. من الأمثلة على ذلك تحت الأكسيد Ti3O5، وهو يحوي على التيتانيوم بحالَتي الأكسدة +3 و+4، وهو شبه موصل قرمزي اللون، والذي ينتج عند اختزال TiO2 بالهيدروجين عند درجات حرارة مرتفعة، ويُستخدَم صناعياً من أجل تلبيس المواد.
التيتانات
التيتانات هي مجموعة من المركّبات الكيميائية بين الأكسجين والتيتانيوم بحالة الأكسدة الرباعية، وأشهرها أورثوتيتانات ، الذي له الصيغة العامّة M2TiO4، وميتاتيتانات ، الذي له الصيغة العامة MTiO3. من الأمثلة على التيتانات كلّ من تيتانات الرصاص PbTiO3 وتيتانات المغنيسيوم MgTiO3 وتيتانات الكالسيوم CaTiO3؛ بالإضافة إلى تيتانات الباريوم BaTiO3، وهي مادّة لها بنية البيروفسكيت، ولها خواص كهربائية انضغاطية، وتُستخدَم في مجال تحويل الإشارة.
الكبريتيدات
يشكّل التيتانيوم عدداً من الكبريتيدات، أشهرها كبريتيد التيتانيوم الرباعي (ثنائي كبريتيد التيتانيوم) TiS2، والذي يُستخدَم مهبطاً في بطّاريات الليثيوم. تتألّف بنية ثنائي كبريتيد التيتانيوم من عدّة طبقات، بشكلٍ مشابهٍ لبنية يوديد الكادميوم.
الهاليدات

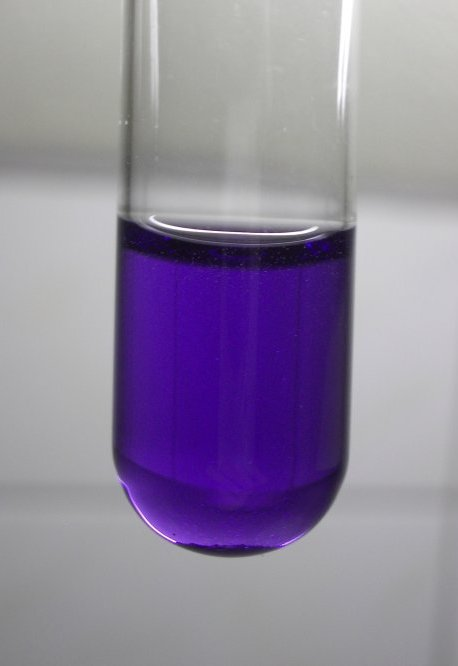
محلول من TiCl_{3}.

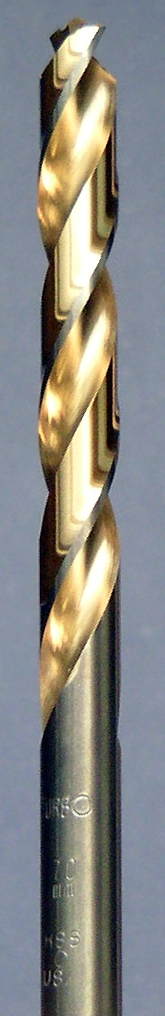
ريشة مِثقَب مغطّاة بطبقة من TiN.

يشكّل التيتانيوم عدّة هاليدات مختلفة بعدّة حالات أكسدة؛ وأشهرها مركّب كلوريد التيتانيوم الرباعي TiCl4، وهو سائل متطاير عديم اللون، وهو قابل للحلمهة مشكّلاً بذلك سحابة بيضاء. يُستخدَم كلوريد التيتانيوم الرباعي في إنتاج التيتانيوم وفق عملية كرول، وفي تحضير ثنائي أكسيد التيتانيوم لأغراض الطلاء. كما أنّ كلوريد التيتانيوم الرباعي واسع الاستخدام في الكيمياء العضوية على هيئة حمض لويس، مثلما الحال في تفاعل ألدول موكاياما. أمّا يوديد التيتانيوم الرباعي TiI4 فيُستخدَم في عملية القضيب البلوري للحصول على التيتانيوم مرتفع النقاوة.
يشكّل التيتانيوم مختلف الهاليدات في حالة الأكسدة +3 (فلوريد التيتانيوم الثلاثي TiF3 وكلوريد التيتانيوم الثلاثي TiCl3 وبروميد التيتانيوم الثلاثي TiBr3 ويوديد التيتانيوم الثلاثي TiI3)؛ وكان قد استُخدِم كلوريد التيتانيوم الثلاثي حفّازاً في إنتاج البولي بروبيلين. كما يشكّل التيتانيوم أيضاً الهاليدات في حالة الأكسدة +2 (كلوريد التيتانيوم الثنائي TiCl2 وبروميد التيتانيوم الثنائي TiBr2 ويوديد التيتانيوم الثنائي TiI2)، وهي مركّبات ذات نظام بلوري ثلاثي متساوي الأحرف، تتبع نمط بنية يوديد الكادميوم.
مركبات لاعضوية أخرى
يُصنَّف نتريد التيتانيوم TiN ضمن مجموعة من نتريدات الفلزات الانتقالية، التي تعدّ من المواد الحرارية ذات الثباتية الكبيرة والصلادة المرتفعة؛ إذ أنّ صلادة TiN تكافئ صلادة الياقوت الأزرق وكربيد السيليكون (قيمة 9.0 على مقياس موس)، وعادةً ما يُستخدَم من أجل تغطية ريش المثقب، وكمادة حاجزة  في تصنيع عناصر أشباه الموصلات.
نظراً لارتفاع صلادة بوريد التيتانيوم TiB2 فهو يستخدم في التَدريع؛ كما يعدّ كربيد التيتانيوم TiC من المواد ذات الصلادة المرتفعة أيضاً، ويدخل في تركيب الأدوات القاطعة وفي تغطية المواد.

#### العضوية

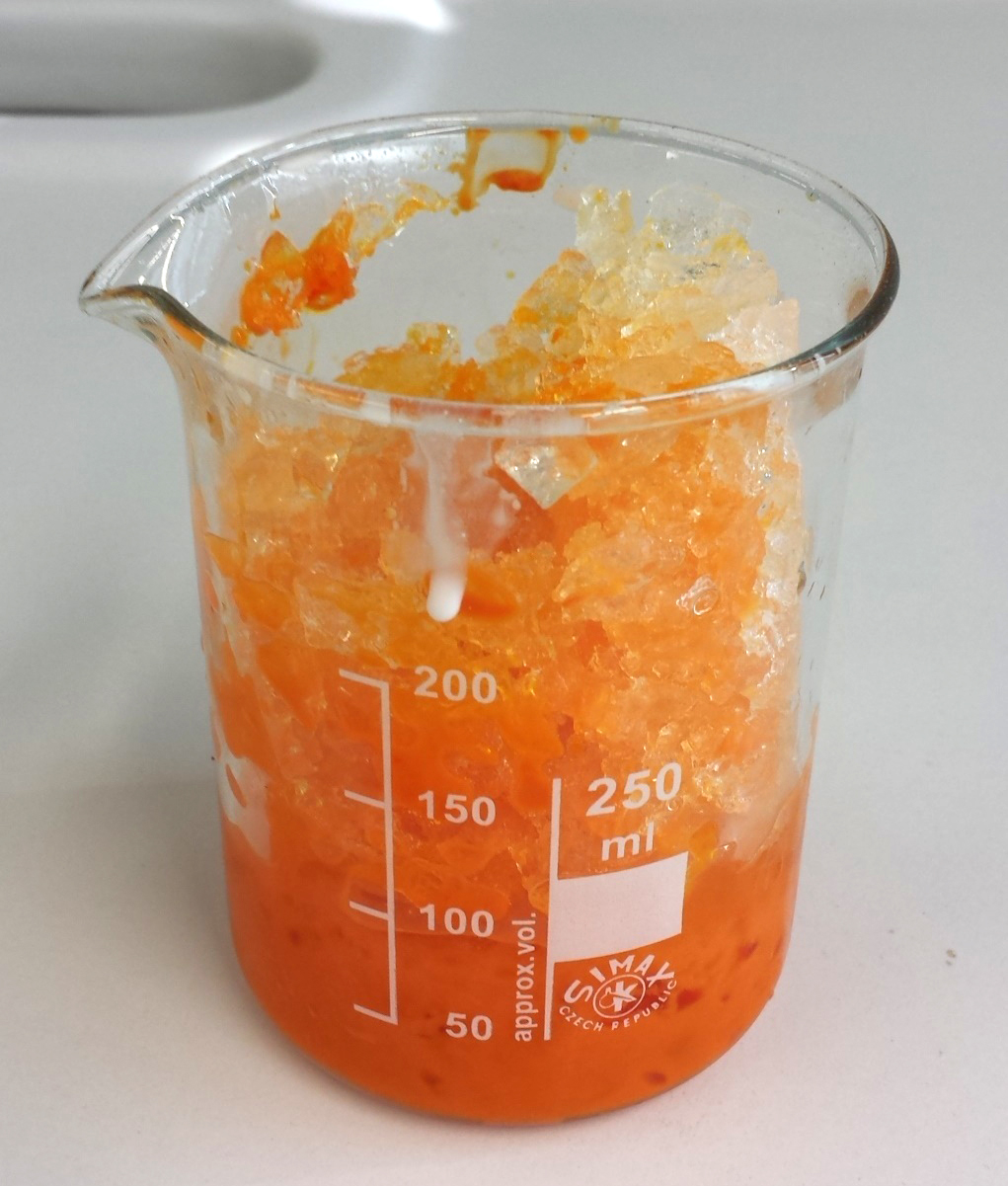
حمامٌ ثلجيٌّ حاوٍ على بيروكسيد الهيدروجين بعد إضافة حمض الكبريتيك إلى الوسط بوجود أيون ^{2+}Ti(O_{2}).

تحتوي مركّبات التيتانيوم العضوية على رابطة بين التيتانيوم والكربون، وتعدّ ذات أهمّيّة في الكيمياء العضوية، وتوجد لها تطبيقات في عددٍ من العمليّات الصناعية الرئيسية؛ إذ تُستخدَم تلك المركّبات على هيئة حفّازات لعمليّات البلمرة. من أشهر الأمثلة عليها ثنائي كلوريد التيتانوسين TiCl2(C5H5)2، والحاوي على وحدة تيتانوسين فيه، والمُكَوّنة من ذرّة تيتانيوم مركزية محصورة بين مجموعتين من أنيون حلقي البنتاديينيل؛ ومن الأمثلة المتعلّقة بهذه البنية كلّ من كاشف تيبي  وكاشف بتاسيس . كما يشكّل التيتانيوم أيضاً معقّدات كربونيلية، مثل ثنائي كربونيل التيتانوسين. توجد هناك بعض الأبحاث التي تدرس إمكانية استخدام معقّدات التيتانيوم الرباعي العضوية في تركيب العقاقير المضادّة للسرطان.

### التحليل الكيميائي
عند تفاعل ثنائي أكسيد التيتانيوم مع حمض الكبريتيك المُدخّن يُستَحصل على مركّب كبريتات التيتانيل TiOSO4، والذي يتحلمه إلى ثنائي أكسيد تيتانيوم مُمَيّه. تؤدّي إضافة كمّيّات قليلة جدّاً من بيروكسيد الهيدروجين إلى الحصول على معقّد ذي لون أصفر-برتقالي مميّز، والذي يمكن الاستعانة به للكشف النوعي المطيافي عن التيتانيوم. عادةً ما تعالج العينة بكمّيّة فائضة من حمض الكبريتيك المركّز داخل حمامٍ ثلجيٍّ حاوٍ على بيروكسيد الهيدروجين.

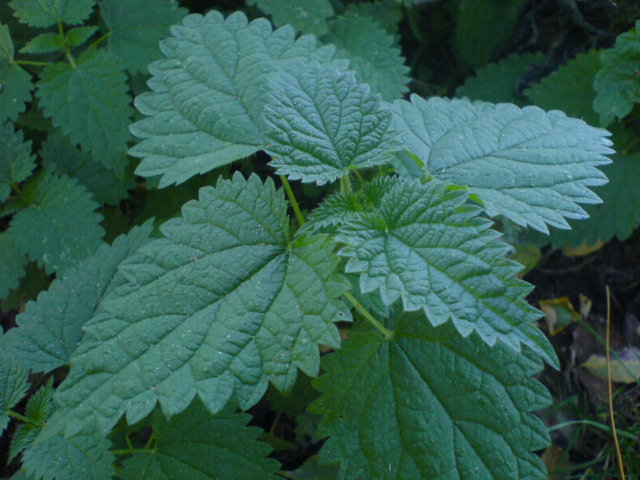
يحوي نبات القرّاص الكبير على التيتانيوم

{\displaystyle [Ti(OH)_{2}(H_{2}O)_{4}]^{2+}+H_{2}O_{2}\rightarrow \underbrace {[Ti(O_{2})\cdot aq]^{2+}} _{orange}+6H_{2}O}

## الدور الحيوي
لا يوجد دورٌ حيويٌّ معروفٌ للتيتانيوم؛ على الرغم من أنّ بعض الكائنات تحوي على تراكيز من التيتانيوم. إذ تحوي بعض النباتات على التيتانيوم بنسبٍ ضئيلة، ولا تزال الآلية أو الدور الحيوي الذي يقوم به التيتانيوم في تلك النباتات غير معروف؛ وقد يصل تركيز التيتانيوم في القرّاص الكبير أو الكِنباث (ذنب الخيل) إلى حوالي 80 جزء في المليون.

## الاستخدامات
للتيتانيوم ومركّباته العديد من التطبيقات في مختلف المجالات، مثل المجالات الصناعية والهندسية والطبّية والعسكرية وغيرها.

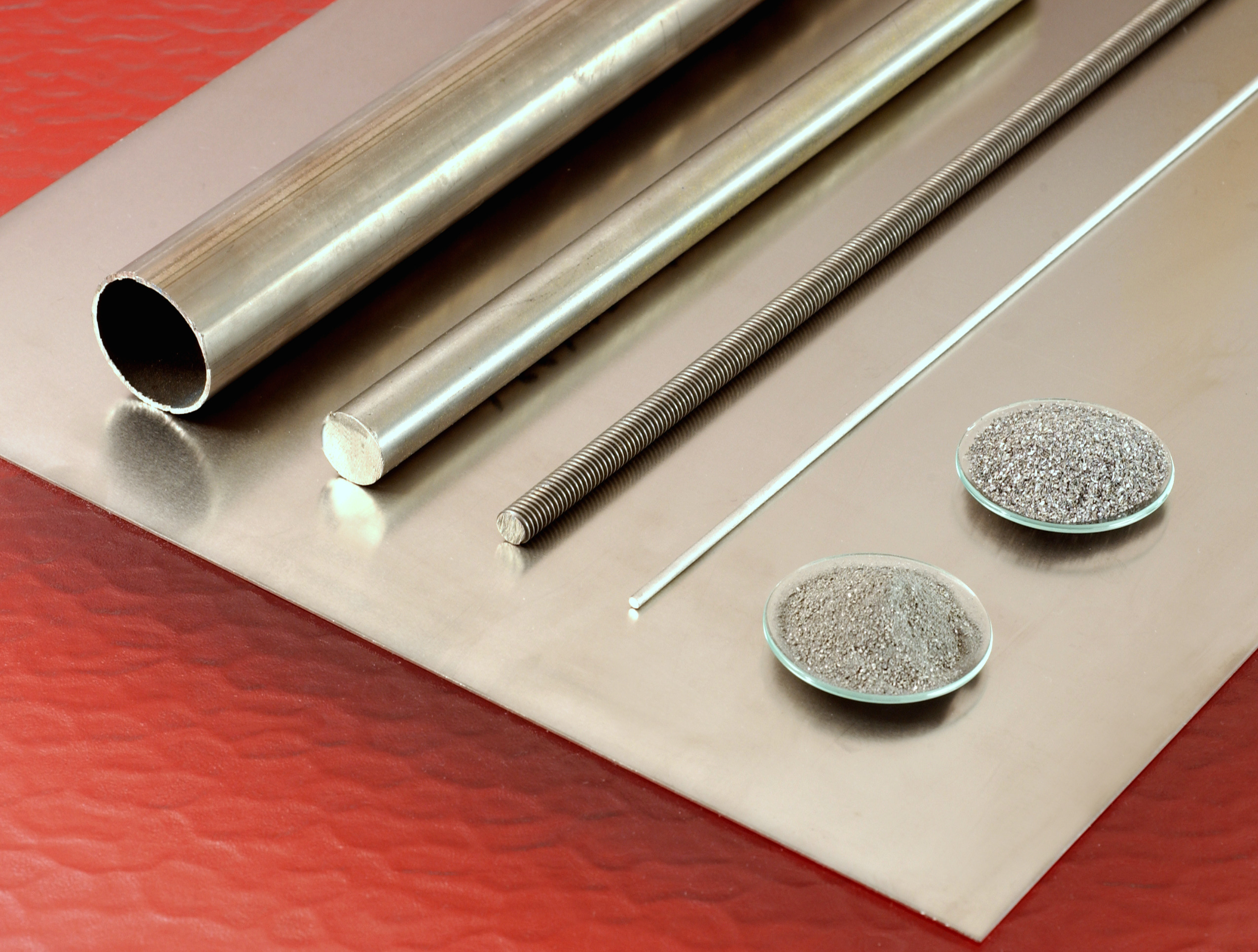
منتجات أوّلية مصنوعة من التيتانيوم

### تحضير السبائك
من التطبيقات المهمّة للتيتانيوم إضافته بكمّيّات نزرة (تتراوح بين 0.01 إلى 0.1%) في صناعة الفولاذ، للحصول على سبائك مميّزة مثل سبيكة فرّوتيتانيوم. إذ يساعد التيتانيوم على التقليل من حجم الحُبَيبَات البلّورية، ويحول دون التآكل بين الحُبَيبات، ويعمل على سحب الأكسجين من الوسط، كما يقوم بالتقليل من المحتوى الكربوني في الفولاذ. عادةً ما يُسبَك التيتانيوم مع الألومنيوم والفاناديوم والنحاس والحديد والمنغنيز والموليبدنوم؛ وكذلك مع فلزّات أخرى.

### التغطية والطلاءات
يُستخدَم أكثر من 95% من خامات التيتانيوم في إنتاج الأكسيد TiO2، وهو خضاب ذو لون أبيض ناصع ويدخل مادّةً إضافية بشكلٍ واسعٍ في صناعة الطلاءات ومعاجين الأسنان واللدائن؛ وكذلك في الورق.
ما يميّز خضاب ثنائي أكسيد التيتانيوم أنّه خاملٌ كيميائياً، ويقاوم البهوت في أشعّة الشمس، كما أنه مُعتِم وغيرُ شافٍّ بشكل كبير، لذلك يضاف بكثرة إلى المنتجات البلاستيكية لمنحها اللون الأبيض. يصمد الطلاء الأبيض المصنوع من ثنائي أكسيد التيتانيوم في مختلف درجات الحرارة وحتّى في الظروف المناخية البحرية؛ كما يمتلك ثنائي أكسيد التيتانيوم النقي قدرةً كبيرةً على تشتيت الضوء؛ ولذلك يدخل في تركيب الواقيات الشمسية.

### الطيران والملاحة

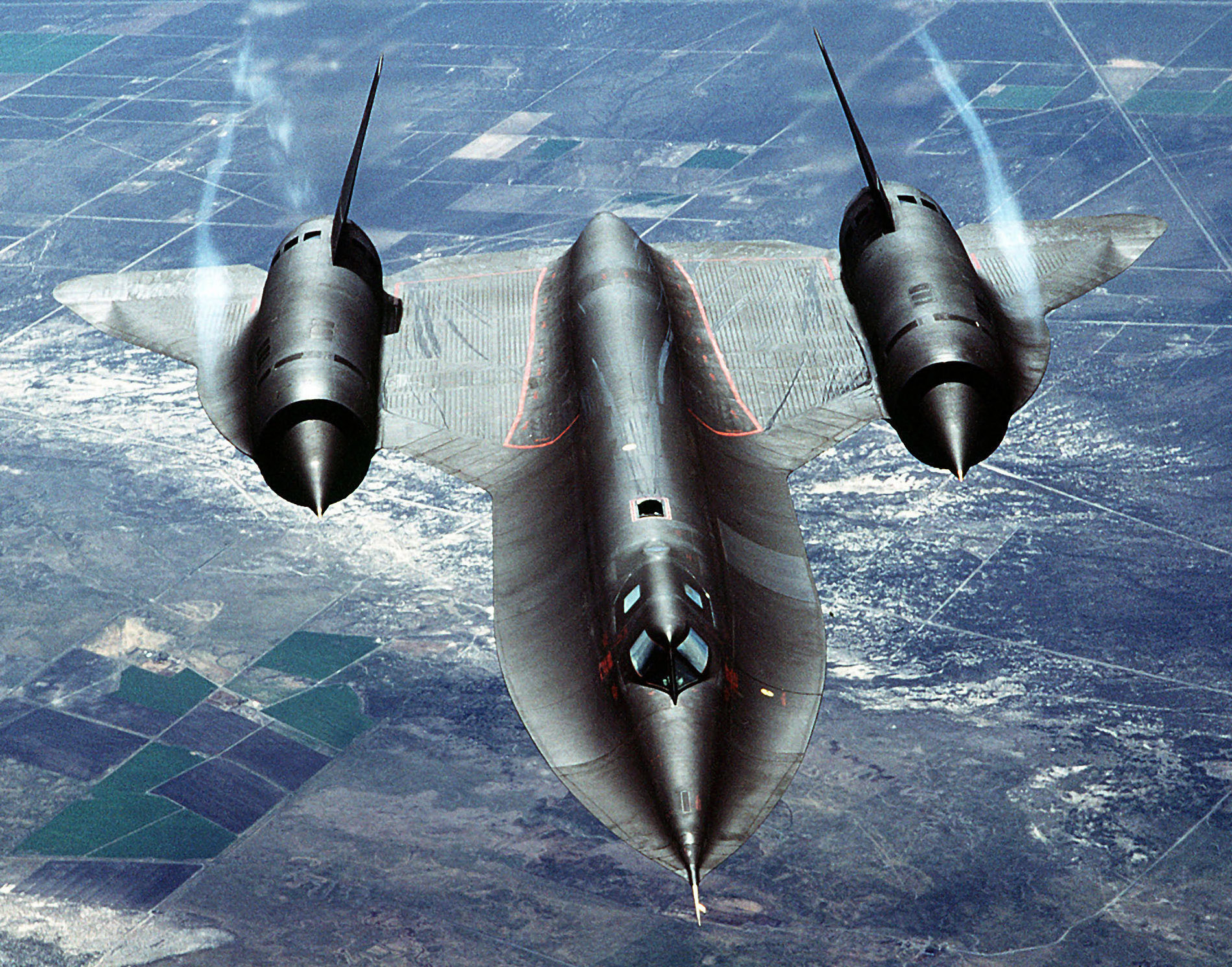
يدخل التيتانيوم في تركيب هيكل طائرة لوكهيد إس آر-71 بلاك بيرد.

يمتلك التيتانيوم العديد من الخواص المميّزة، مثل ارتفاع مقاومة الشد مقارنةً مع كثافته، ومقاومته للتآكل، وللإجهاد ولتشكّل الصدوع، وبمقدرته على تحمّل درجات حرارة مرتفعة من غير حدوث زحف؛ ولذلك فإنّه يُستخدَم في صناعة الطائرات وفي تدريع المَركَبات وفي صناعة السفن الحربية والقذائف المُوَجَّهة. من أجل ذلك يُسبَك التيتانيوم مع الألومنيوم والزركونيوم والفاناديوم والنيكل، من أجل صناعة مكوّنات مختلفة في المَركَبات الملاحية والعسكرية، وكذلك المَركَبات الفضائية، متضمّنةً الأجزاء الهيكلية الحسّاسة، وجُدُر الحماية وعدّة الهبوط، بالإضافة إلى تركيب الأنظمة الهيدروليكية. ويقدّر بأنّ حوالي ثلثي الكمّيّة المنتَجة من فلزّ التيتانيوم تذهب إلى تلك التطبيقات؛ أمّا أكثر سبائك التيتانيوم المستخدَمة في هذا الغرض فهي سبيكة Ti-6Al-4V، والتي تشكّل أكثر من 50% من كافة السبائك المستخدمة في الصناعات الفضائية. من الأمثلة على دخول سبائك التيتانيوم في صناعة هياكل الطائرات كلّ من لوكهيد إيه-12، ولوكهيد إس آر-71 بلاك بيرد؛  كما يدخل التيتانيوم في تركيب طائرات مدنية عدّة مثل بوينغ 737 وبوينغ 747 وبوينغ 777، وكذلك في إيرباص إيه 320 وإيرباص إيه 330 وإيرباص إيه 340؛ فطائرة إيرباص إيه 380 يدخل في تركيبها حوالي 77 طن من التيتانيوم، منها حوالي 11 طن في المحرّكات. يقاوم التيتانيوم التآكل في ماء البحر، ولذلك يُستخدَم في صناعة عواميد التدوير والمبادلات الحرارية في محطّات تحلية المياه. كان الاتحاد السوفيتي سابقاً يستخدم سبائك التيتانيوم في صناعة الغوّاصات.

### الصناعية
يدخل التيتانيوم وسبائكه في تركيب المنشآت الصناعية من تمديدات الأنابيب الملحومة ومن معدّات العمليات مثل المبادلات الحرارية والحاويات والخزّانات والصمّامات وغيرها، وخاصّةً في الصناعات الكيميائية والصناعات النفطية، وذلك بشكلٍ أساسيٍّ نظراً لمقاومته للتآكل. فعلى سبيل المثال، يُستخدَم التيتانيوم في تركيب التجهيزات في صناعة اللب والورق بسبب الطبيعة المخرّشة الأكّالة للمواد القاصرة (المبيّضة) مثل هيبوكلوريت الصوديوم أو غاز الكلور الرطب. تتضمّن التطبيقات الصناعية الأخرى للتيتانيوم كلّ من اللحام فوق الصوتي  واللحام الموجي؛  وكذلك في مجال الرشّ المهبطي.

### الهندسية

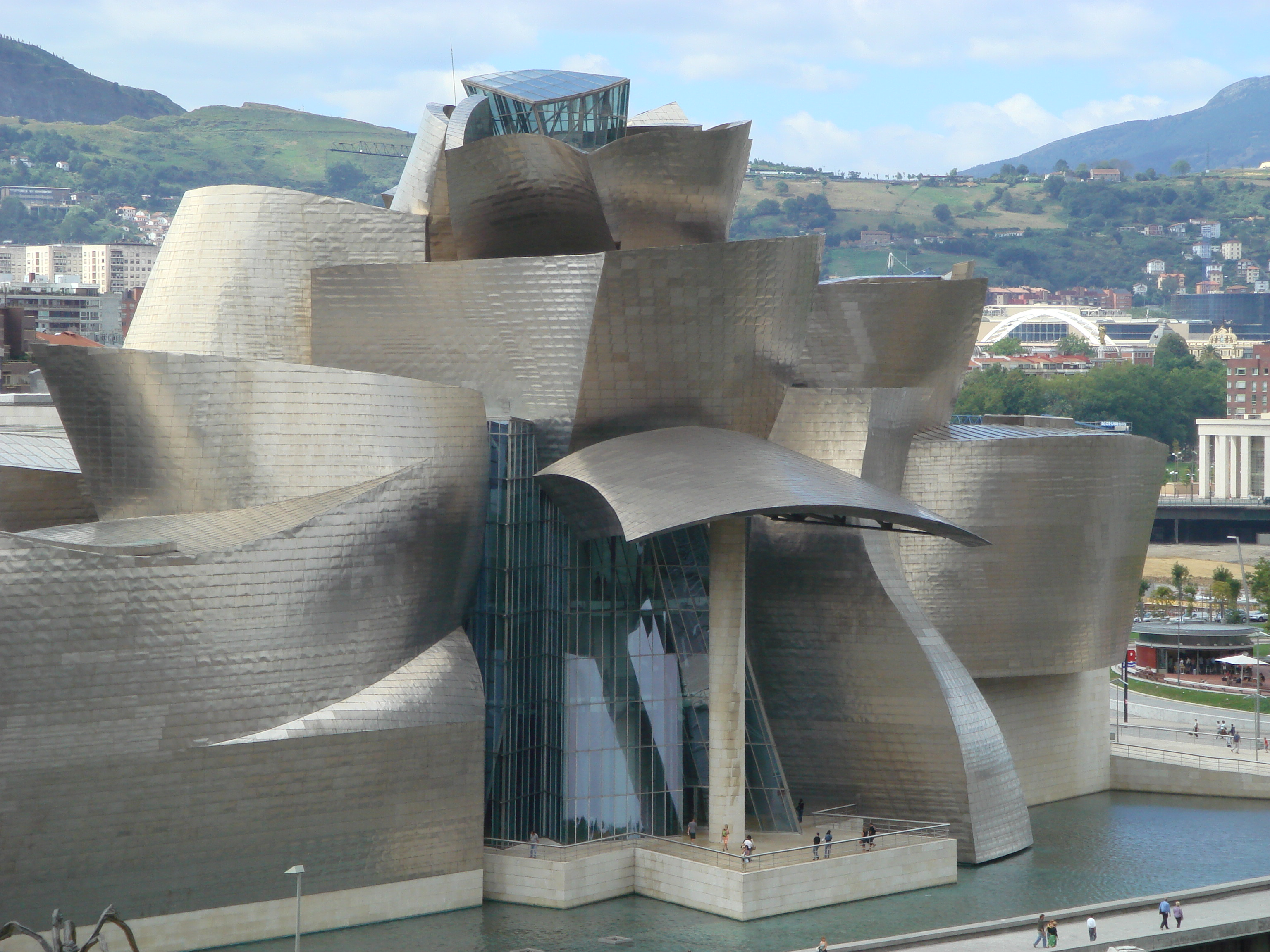
كسوة من التيتانيوم لواجهة متحف غوغنهايم بلباو.

يُستخدَم فلزّ التيتانيوم في مجال صناعة المركبات، خاصّةً في مجال سباقات السيّارات والدرّاجات النارية، حيث تكون خواص الفلزّات خفيفة الوزن ومرتفعة المتانة والصلادة ذات أهميّة كبيرة. إنّ هذا الفلز مرتفع الثمن عموماً من أجل صناعة السلع الاستهلاكية، ولكن بالرغم من ذلك صُنّعت موديلات من سيارة شيفروليه كورفيت كانت فيها العوادم مصنوعةً من التيتانيوم؛ كما صُنّعَت أجزاء من محرّكات جنرال موتورز  من التيتانيوم، والتي تميّزت بمتانتها ومقاومتها للحرارة.
في بعض الأحيان يدخل التيتانيوم مكوّناً في بعض الإنشاءات المعمارية والفنّية، فعلى سبيل المثال صُنّع نصب يوري غاغارين والنصب التذكاري لغزاة الفضاء في مدينة موسكو من التيتانيوم، وذلك نظراً للألوان الجذّابة لهذا الفلزّ، ولعلاقته بصناعة الفضاء الروسية. ومن الأمثلة كذلك متحف غوغنهايم بلباو، المكسوّ بألواحٍ من التيتانيوم؛ وغيرها من الأبنية الأخرى في أمريكا الشمالية.

### الحلي

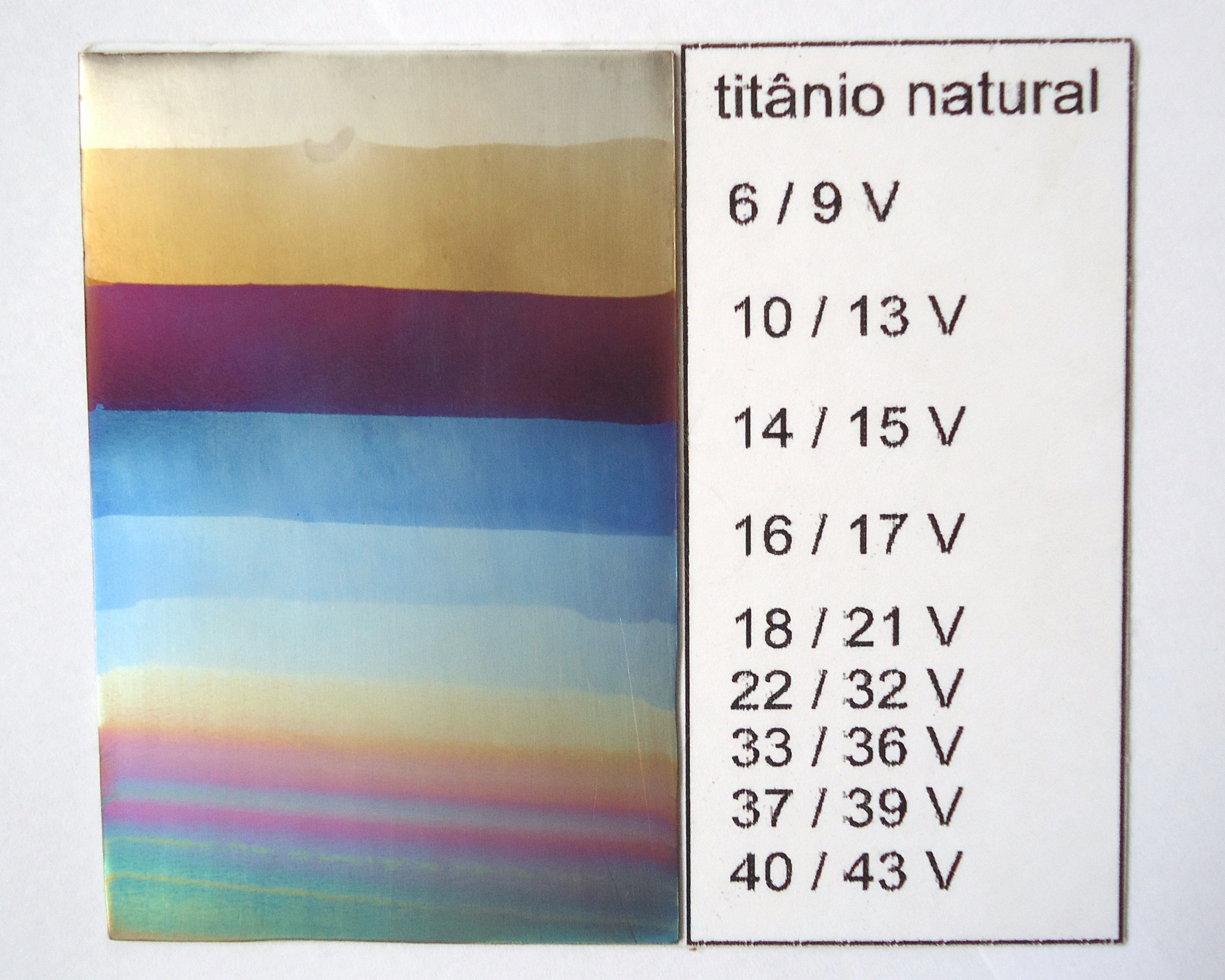
التناسب بين الجهد المُطَبّق وبين اللون المُستَحصل للتيتانيوم المُصَعَّد. (اللون الأول من الأعلى هو للتيتانيوم الطبيعي)

نظراً لديمومته أصبح التيتانيوم مع مرور الوقت مُفضَلاً لاستخدامه في صناعة الحلي والمجوهرات من قبل بعض المصمّمين، خاصّةً في تصميم الخواتم المصنوعة من التيتانيوم النقي. كما يُسبَك التيتانيوم أيضاً مع الذهب، وذلك يعطي متانةً أكبر للسبيكة، مع الحفاظ على رونق التصميم.
من الممكن التحكّم بلون سطح التيتانيوم، إذ أنه عندما يخضع للأكسدة المصعدية، تتغيّر سماكة طبقة الأكسيد السطحية، وذلك يسبب تداخلاً بصرياً، ممّا يؤدّي إلى تنوّع في الألوان الظاهرة على السطح. لذلك يكثر استخدام هذا الفلزّ في صناعة هياكل ساعات اليد؛ كما يُستخدَم أيضاً في صناعة التصاميم والقطع الفنّية؛ وكذلك في تصميم حلي الجسد. في بعض الأحيان تُسَكّ بعض النقود التذكارية والميداليات من التيتانيوم، وكانت منطقة جبل طارق ذاتية الحكم أوّل من سكّ نقوداً من التيتانيوم، وذلك سنة 1999 احتفالاً بقدوم الألفية.

### الطبية
بسبب التوافقية الحيوية للتيتانيوم (غير سامّ ولا يُرفَض من الجسم)، فإنّ هذا الفلزّ وسبائكه يدخل في العديد من التطبيقات الطبّية، بما في ذلك صناعة الأدوات الجراحية وزراعة العظام والمفاصل الاصطناعية، وكذلك في مجال زراعة الأسنان؛ ويمكن لتلك البدائل أن تبقى مكانها وقيد الاستخدام لفترةٍ تصل إلى 20 سنة. عادةً ما يُسبَك التيتانيوم لتلك الأغراض مع 4% ألومنيوم أو 6% ألومنيوم و4% فاناديوم.

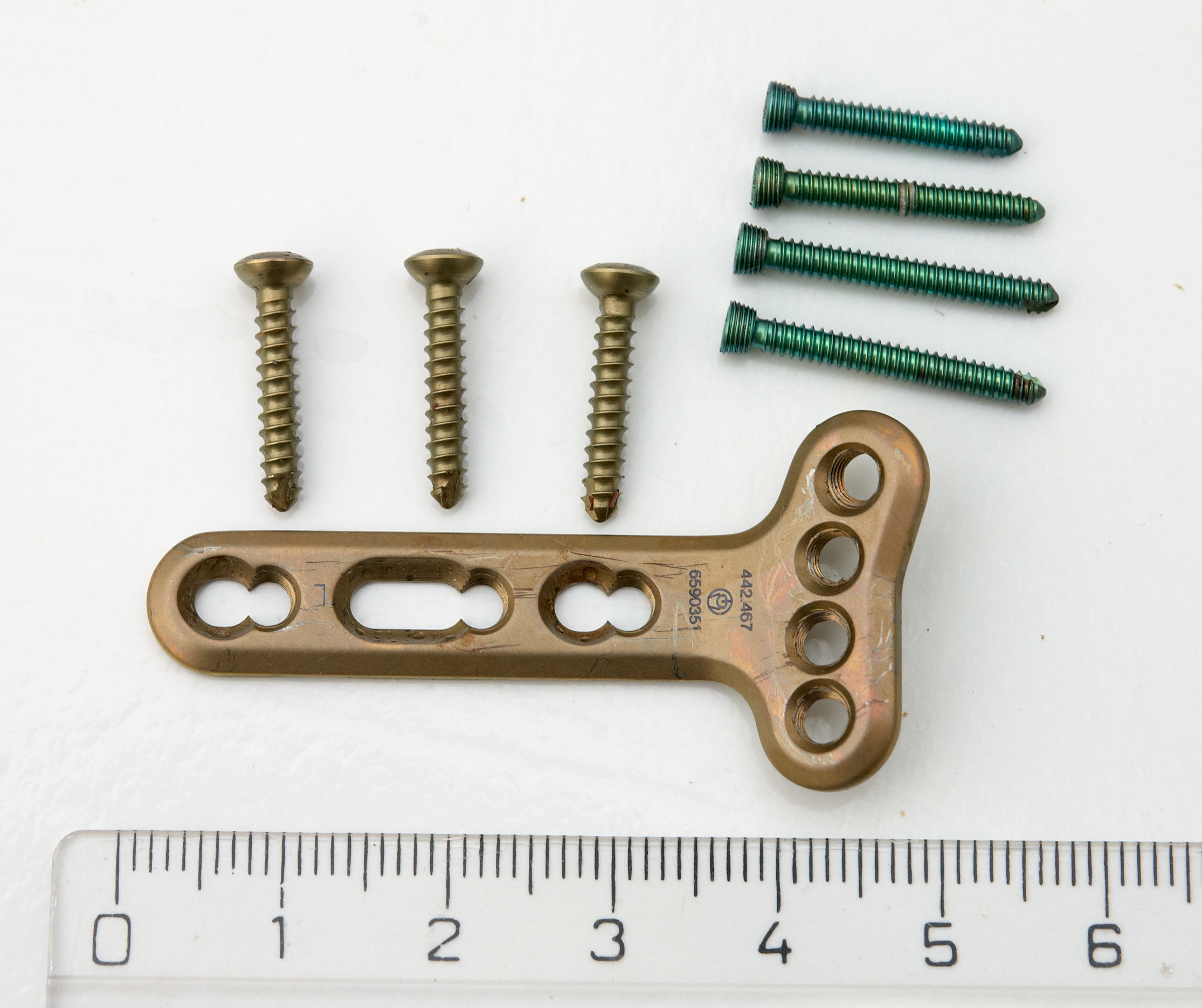
معدّات لأغراض جراحية مصنوعة من التيتانيوم.

للتيتانيوم قدرة جوهرية على الالتحام بالعظم، وهذه الخاصّة مفيدة في عمليات التثبيت الداخلي. كما أن انخفاض معامل المرونة للتيتانيوم بشكلٍ قريبٍ من قيمته بالنسبة للعظام يجعل من هذا الفلزّ أيضاً ملائماً لعمليات الزرع، إذ أن الأحمال على الجهاز العظمي ستكون موزّعةً بذلك بين العظم والزرع، ممّا يؤدّي إلى تضاؤل نسبة حدوث حالة تدهور للعظام بسبب الجهد أو حدوث كسر على المناطق الفاصلة بين العظم والزرع. ولكن بالرغم من ذلك، فإنّ قساوة التيتانيوم لا تزال أكبر مرّتين من تلك التي للعظام، بالتالي فإنّ العظام القريبة من أماكن الزرع قد يحدث لها حالة من التدهور.
نظراً لأنّ التيتانيوم غير مغناطيسي فإنّ المصابين الذين لديهم زرعات من التيتانيوم يمكن لهم بأمان أن يفحصوا باستخدام التصوير بالرنين المغناطيسي.  قبل إجراء الزرع تخضع قطع التيتانيوم إلى تهيئة بالتعريض إلى درجات حرارة مرتفعة بواسطة قوس من البلازما، ممّا يساعد على إزالة الذرّات الموجودة على السطح، ممّا يدفع ذرّات التيتانيوم المكشوفة إلى التأكسد الفوري، ويتشكّل بذلك طبقة مُخَمِّلة من أكسيد التيتانيوم على السطح. يمكن أن تُصمَّم الزرعات المعقّدة من التيتانيوم باستخدام طباعة ثلاثية الأبعاد، ممّا يفيد بتلبية حاجات المريض الخاصّة، ويزيد من فرصة اندماج الزرعة بالعظام بشكل أكثر ملائمة.

### متفرقات

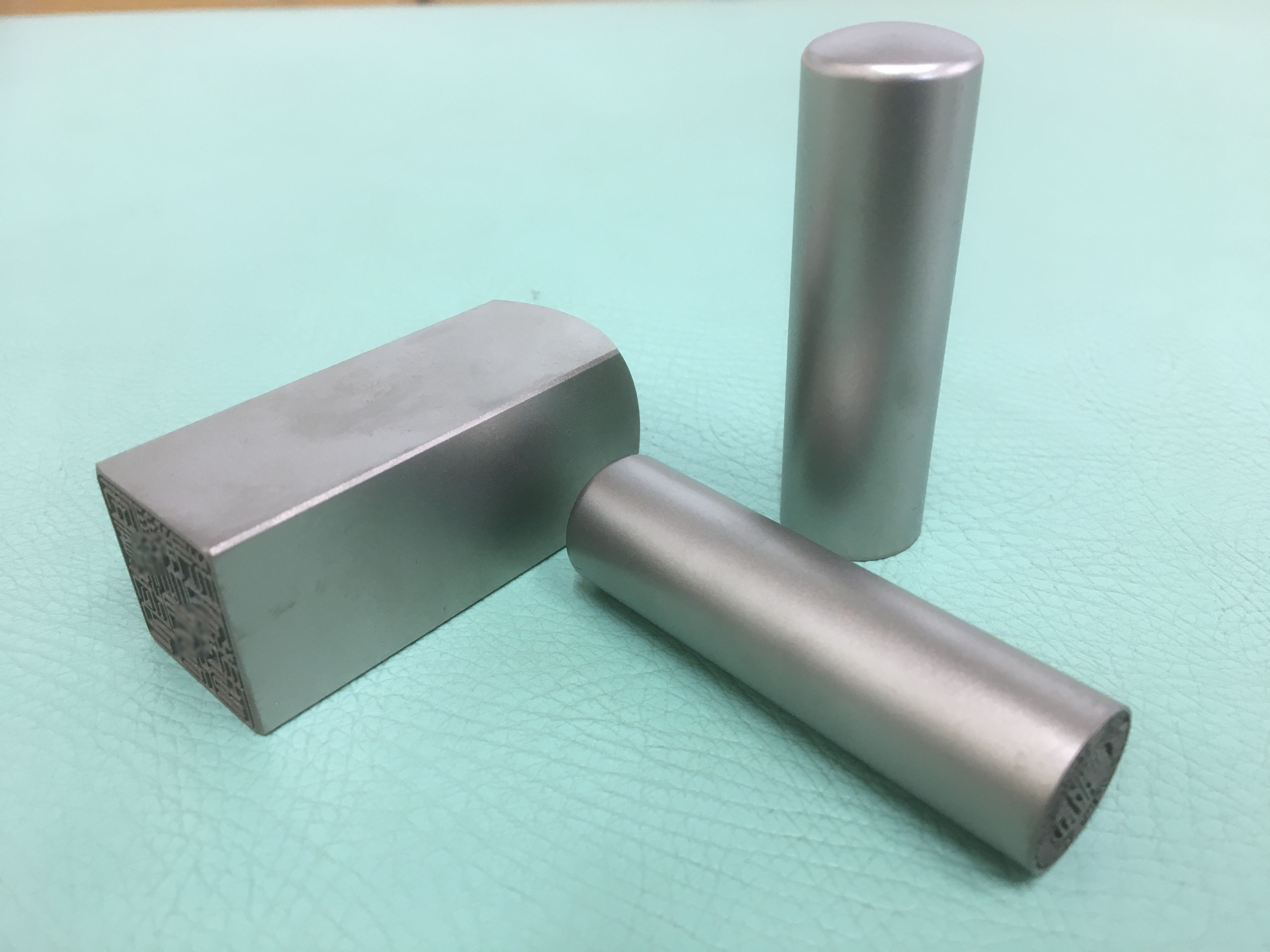
أختام شرق آسيوية مصنوعة من التيتانيوم.

تُستخدَم سبائك التيتانيوم في بعض الأحيان بهدف صنع إطارات النظارات، والتي تتميّز رغم ارتفاع ثمنها بأنّها طويلة العمر والتحمّل، وخفيفة الوزن، ولا تسبّب أيّة حساسية للجلد. كما يُستخدَم التيتانيوم في صناعة هياكل بعض موديلات الحواسيب المحمولة من شركة أبل.
يفضّل بياطرة الخيول استخدام الحَدَوات المصنوعة من التيتانيوم على تلك المصنوعة من الفولاذ، لأنّها أخفّ وزناً وأكثر تحملاً. يُستخدَم التيتانيوم في صناعة العديد من التجهيزات لعدّة ألعاب رياضية، مثل أدوات اللعب في رياضات التنس والغولف واللاكروس والكريكت والهوكي؛ وفي صناعة شَبَك الخُوَذ في كرة القدم الأمريكية، وكذلك في تركيب هياكل الدرّاجات الهوائية ومكوّناتها.
نظراً لمقاومة التيتانيوم للتآكل فإنّ الحاويات المصنوعة من التيتانيوم يمكن أن تُستخدَم لأغراض التخزين طويل الأمد للمخلّفات الإشعاعية.

## المخاطر
التيتانيوم غير سامّ، وليس له أيّ دور حيوي بالنسبة للإنسان. ويُقدَّر بأنّ كمّيّة مقدارها حوالي 0.8 ميليغرام من التيتانيوم تدخل إلى جسم الإنسان يومياً عن طريق الغذاء، من غير أن تحدث عملية امتصاص لها؛ ولكنّها في بعض الأحيان قد تتراكم حيوياً داخل الأنسجة، خاصّة تلك التي قد تحوي على السيليكا. بَيّنت دراسة وجود علاقة محتملة بين التيتانيوم ومتلازمة الظفر الأصفر.
يشكّل مسحوق التيتانيوم وخراطته خطراً مسبّباً للحرائق عند التسخين في الهواء، إذ أنّه يشتعل، وهناك خطر حدوث اشتعال انفجاري. لا تُطفَأ حرائق التيتانيوم، مثل أيّ حرائق فلزّات أخرى، باستخدام مطافئ الماء أو ثنائي أكسيد الكربون، ولكن ينبغي استخدام مطافئ من الفئة D الحاوية على بودرة جافة أو رمل بدلاً من ذلك.
هناك احتمالية وقوع حوادث في المنشآت التي تنتج التيتانيوم بسبب وجود غاز الكلور، حيث هناك إمكانية لاندلاع حريق تيتانيوم كلوري. ينبغي أن تُبعَد المؤكسدات عن أماكن تخزين التيتانيوم، فهذا الفلزّ يمكن له أن يشتعل مثلاً بالتماس مع الأكسجين السائل.